# Jan Meekhof
Jan Meekhof (Ruinen, 9 november 1922 - Utrecht, 17 april 1994) was een Nederlandse SS'er tijdens de Tweede Wereldoorlog. Ook was hij lid van de NSB. Samen met Fransoos Exaverius Lammers, Zacharias Sleijfer en Lucas Bunt behoorde hij tot het beruchte viertal van Friesland. Hij nam deel aan de executies te Herbaijum in november 1944 en in Dokkum op 22 januari 1945 waarbij 20 mannen werden gedood. De executie van 20 mannen in Dokkum was een vergelding voor de overval door het verzet op een gevangenentransport.
Hij werd na de oorlog, op 19 november 1946 veroordeeld tot de doodstraf. Dat was tevens het eerste doodvonnis dat door het Bijzonder Gerechtshof in Leeuwarden werd uitgesproken. Deze doodstraf werd in 1947 via gratie omgezet in een levenslange gevangenisstraf. In 1959 werd hij vrijgelaten.

## Publicaties
- Water, Paul van de (2020). In dienst van de nazi's: Gewone mensen als gewelddadige collaborateurs. Uitgeverij Omniboek, Utrecht. ISBN 978-9401916097.